# 天主教特里文托教區
天主教特里文托教區（拉丁語：Dioecesis Triventina）是天主教會在義大利的一個教區。屬坎波巴索-波亞諾總教區。

## 歷史
根據14世紀的文獻本教區可追溯至克莱孟一世時期，但當地文獻就可追溯至947年教宗阿加佩圖斯二世任內。1161年，教區由受貝內文托總教區管轄轉為由聖座直轄，直到1976年8月21日由新成立的坎波巴索-波亞諾總教區管轄。

## 現況
教區包括伊塞爾尼亞省十九市、坎波巴索省十二市、基耶蒂省九市。2010年有教友53,280人，佔轄區總人口99.7%。教區下轄五十二個堂區，有六十五名司鐸。現任教區主教為道明·安傑羅·斯科蒂。